# Jim Fitzpatrick
Jim Fitzpatrick, właśc. James Hugh Fitzpatrick (ur. 28 sierpnia 1959 w Omaha) – amerykański aktor filmowy, telewizyjny i sceniczny, także scenarzysta, reżyser i producent filmowy.

## Życiorys
Urodzony w Omaha w stanie Nebraska, dorastał w Seminole na Florydzie, skąd pochodzili jego rodzice, Jim Sr. i Cookie. Zamiłowanie do aktorstwa odnalazł w wieku lat trzynastu, gdy po raz pierwszy wystąpił w szkolnej sztuce A Thousand Clowns w Seminole High School na Florydzie. Mieszkając w Illinois, przyłączył się do Steppenwolf Theatre Company, założony przez Gary’ego Sinise i Johna Malkovicha.
Jego zamiłowaniem był również football. Przyjął stypendium piłkarskie do Illinois State University. W 1981 był członkiem Hamilton Tiger-Cats w Canadian Football League (CFL). Następnie grał w krótkich rozgrywkach z National Football League (NFL), Chicago Bears (1981) i Baltimore Colts (1982). Po spędzeniu trzech sezonów (1983-85) z Tampa Bay Bandits w Amerykańskiej Lidze Futbolu (USFL), w 1985 roku wycofał się z pro footballu.
Zanim przeniósł się do Los Angeles, zagrał w komedii Kokon (Cocoon, 1985) i filmie sci-fi D.A.R.Y.L. (1985) z Mary Beth Hurt i Josefem Sommerem. Wkrótce pojawił się gościnnie w serialu NBC Policjanci z Miami (Miami Vice, 1986).
4 lipca 1990 roku ożenił się z aktorką Jodi Knotts. Mają dwóch synów: Jamiesona „J.J.” i Jadona.

## Filmografia

### Filmy fabularne
- 1985: Kokon (Cocoon) jako pracownik na molu
- 1989: Guts and Glory: The Rise and Fall of Oliver North jako oficer
- 1994: Klątwa (Curse of the Starving Class) jako Emerson
- 1994: Szklana tarcza (The Glass Shield) jako Jim Ryan
- 1997: Operacja Delta Force 3 (Operation Delta Force 3: Clear Target) jako Skip Lang
- 1997: Zamkowy duszek (Little Ghost) jako Tony
- 1999: Komando Foki atakuje (U.S. Seals) jako Mike Bradley
- 2001: Kod Tory (The Code Conspiracy) jako John Davis
- 1987: Shelter in the Storm jako River
- 2005: Elizabethtown jako Rusty
- 2006: The Belly of the Beast jako Adam Simeon
- 2006: Blood Ranch jako Spider
- 2007: The Indian jako Vince
- 2007: Hallows Point jako inspektor Frank Cates
- 2008: Soulmates – także reżyser, scenarzysta, producent
- 2008: Adventure Scouts Honor jako Allen Daniels – także reżyser, scenarzysta, producent

### Seriale TV
- 1985-87: Dni naszego życia jako dr Robinson
- 1986: Policjanci z Miami (Miami Vice) jako handlarz Teddy Lake
- 1986: Santa Barbara jako Raz/mężczyzna
- 1986-2004: Wszystkie moje dzieci jako Pierce Riley
- 1987: Projektantki (Designing Women) jako Garret Jackson
- 1989: Rok w piekle (Tour of Duty) jako kapitan Pescow
- 1991: Anything But Love jako seksowny facet
- 1993: Żar tropików (Sweating Bullets) jako Rip Chase
- 1993: Renegat (Renegade) jako Brett Quinn
- 1994-95: Szpital miejski jako Pierce Dorman
- 1997: JAG – Wojskowe Biuro Śledcze (JAG) jako komandor podporucznik Murray Douglas
- 1997: Niebieski Pacyfik (Pacific Blue) jako kapitan Frank Hawkins
- 2000-2004: Nie ma sprawy (Ed) jako klient
- 2001: JAG – Wojskowe Biuro Śledcze (JAG) jako major Warren Lasley
- 2001-2004: Star Trek: Enterprise (Enterprise) jako komandor Williams
- 2002: 100 dobrych uczynków (100 Deeds for Eddie McDowd) jako trener Hardgrave
- 2002: Ostry dyżur jako poruucznik McGreun
- 2002: Tajne akcje CIA (The Agency) jako Allman
- 2003: Bez pardonu jako kpt. Weston Buell